# 中華人民共和国の海上保安機関
本項では、中華人民共和国の有する海上保安機関に関して述べる。

## 概要

### 海上保安機関の乱立
2013年までは、中国には下記の5つの海上保安機関があり、それぞれの職域が錯綜している様を比喩して、米海軍大学校（NAVWARCOL）は五龍（英: Five Dragons）との総称を提唱していた。なお、これらの組織が運用する艦艇・船舶に関しては、中国語では執法船と称されていた。
- 国土資源部国家海洋局（SOA）海監総隊（海監）
- 公安部辺防管理局公安辺防海警総隊（海警）
- 交通運輸部海事局（MSA; 海巡）
- 農業部漁業局（漁政）
- 海関総署緝私局（海関）

### 中国海警局の発足
2013年3月の全国人民代表大会（全人代）第11期の第5回会議において、五龍の再編成計画が発表された。この計画では、最高調整機関として国家海洋委員会を設置するとともに、海監・海警・漁政・海関を整理統合して国家海洋局を再編することとされた。新編後においては、国家海洋局が一元的にフォース・ユーザーとして機能することとなる。その執法船は、洋上での取り締まりの際に中国海警局の呼称を使用し、公船の船体表示も「中国海警」となる。また、国家海洋局次官は公安次官が兼務するなど、公安部の関与が強化されることとなった。新編後の国家海洋局は「第2の海軍になる」とも称されている。ただし、海巡のみは統合されず、従来のまま運用される。
2013年7月22日に正式に中国海警局が発足し、同月26日に中国海警局の公船「中国海警」4隻が尖閣諸島の領海を初めて領海侵犯した。

## 2013年以前の中国の各海上保安機関（五龍）

### 国家海洋局 海監総隊 (海監)
国家海洋局（SOA）海監総隊（海監）は、排他的経済水域における権益保護・法執行とともに、環境保護・科学調査を担っていた。国土資源部（MOLR）の管理下におかれているが、実際に運用・管理しているのは海軍とされていた。
国家海洋局（SOA）は、1964年7月22日、全人代第3期の124次会議で設立を認可された。翌年、海軍の艦隊配置と一致するように北海分局（青島市）、東海分局（寧波市）、南海分局（広州市）の3個分局が設置されて、調査船の運用に着手した。また、1982年の国連海洋法条約（UNCLOS）の採択を受け、海洋管轄の強化を図るため、1983年には執法船（海監）を擁する中国海監が発足した。その後、1998年にMOLRの管理下に移され、1999年には海監総隊を創設、北京の指導機構の下に北海・東海・南海の3個海区総隊を設置するなど体制の整備がすすめられた。防衛研究所のレポートでは「特に海監の建設が進んでいる」と指摘されていた。

#### 編制・装備
2011年時点で、船艇280隻（うち1000トン以上の執法船21隻）、航空機9機、海上要員8,400名を擁していた。その後、2012年11月の時点で、1000トン以上の執法船28隻、航空機10機に増強されており、なお36隻の中・大型執法船（1500トン級7隻、1000トン級15隻、600トン級14隻）が建造中とされて、2014年までに運用状態に入る予定とされていた。2020年までに船艇520隻、海上要員15,000名、航空機16機に増強される計画とされていた。
- 北海総隊
  - 第1支隊：海監11, 15, 16, 17
  - 第2支隊：海監20, 22, 23, 26, 27
  - 第3支隊：海監32
  - 北海航空支隊：Y-12洋上監視機×2機, Z-9Aヘリコプター×1機
  - その他：海監110、遠洋科学調査船「大洋-1」、海洋調査船「向陽紅-9」（深海探査艇「蛟竜」の母船）
- 東海総隊
  - 第4支隊：海監40, 41, 44, 46, 47, 49
  - 第5支隊：海監50, 51, 52, 53
  - 第6支隊：海監61, 62, 66, 68, 69
  - 東海航空支隊：Y-12洋上監視機×2機, Z-9Aヘリコプター×1機
  - その他：海監137
- 南海総隊
  - 第7支隊：海監71, 72, 73, 74, 75, 79
  - 第8支隊：海監81, 82, 83, 84, 89
  - 第9支隊：海監9012, 9040, 9060
  - 第10支隊：海監262, 263[9]
  - 西南中沙支隊
  - 南海航空支隊：Y-12洋上監視機×2機, Z-9Aヘリコプター×1機
  - その他：海監167

### 辺防管理局 公安辺防海警総隊 (海警)
公安部辺防管理局（公安部四局）公安辺防海警部隊（海警）は、沿岸警備業務を担い、英名もChina Coast Guardとされていた。
2011年時点で、1000トン以上の執法船3隻、650トン級の618B型17隻、総人員（洋上法執行要員を含む）約10,000名を有していた。

### 海事局 (海巡)
交通運輸部海事局（CMSA; 海巡）は、洋上交通警察・港湾保安（海洋汚染除去・浚渫）・海事情報提供を担っている。いわゆる五龍のなかで、唯一国家海洋局への統合再編の対象となっていない組織である。
交通運輸部海事局は、1998年10月27日に安全監督局（港务监督局）と船舶検験局（船舶检验局）が合併して設立された。4個管区（天津・上海・広東・海南）に14個中央直属海事局（黑龙江・辽宁・河北・天津・山东・江苏・上海・浙江・福建・广东・深圳・广西・海南・长江）が設置されているほか、黒龍江省を除く全国30の省・自治区・直轄市および新疆生産建設兵団に地方海事局が設置されている。
2011年時点で、船艇813隻（うち1000トン以上の執法船3隻、45～60m級執法船 約15隻）、洋上法執行要員2,000名、ヘリコプター7機（固定翼機なし）を有していた。またその後、2012年8月には、より大型の「海巡01」が就役している。なお保有船艇には、執法船である「海巡」のほか、救助船である「海救」、航路標識船である「海標」などもある。

### 漁業局 (漁政)
農業農村部漁業局（BOF）は、漁政の船名を冠する漁業取締船を運用していた。
中国の漁政検査船隊（漁業取締船）は、1983年に国務院が発出した関于発展海洋漁業若干問題的報告」に伴って、漁業資源管理を図るために設置された。その後、1986年には中華人民共和国漁業法が制定され、1995年には、各地方漁政局の船隊の名称も中国漁政に統一された。
2011年時点で、船艇1,382隻（うち15,000トン級輸送艦1隻、4,000トン級執法船1隻、2,000トン級執法船1隻、1,000トン級執法船7隻）を有していた。編制は海監と同様、黄渤・東・南の3個専属経済海区にそれぞれ漁政総隊が配置されており、またこれらはさらに海区漁政船と地方漁政船に分けられていた。

### 緝私局 (海関)
海関総署緝私局（密輸取締警察; 海関）は、税関の水際取締組織であり、海洋法執行業務としては密輸阻止・港湾取締を担っていた。2011年時点で、船艇212隻（うち400トン級16隻）、洋上法執行要員9,000名を擁していた。
なお1993年（平成5年）には、舟山海関の取締船（傭船した漁船）が日本の漁船を麻薬密輸船と誤認して威嚇射撃を加えたことから、駆け付けた海上保安庁の巡視船によって、海賊容疑船として拿捕されるという事件（中国公船拿捕事件）も生じている。

### 五龍の保有船艇
|      | 執法船 (1000t以上) | 保有船艇 (概数) | 航空機 |
| ---- | ------------------ | --------------- | ------ |
| 海巡 | 3                  | 800             | 7      |
| 海監 | 28                 | 280             | 9      |
| 海警 | 3                  | 250             | n/a    |
| 漁政 | 8                  | 140             | n/a    |
| 海関 | 0                  | 212             | n/a    |

| 所属 | 隻数 | 船名                         | 船級                                         | トン数 | 速力 | 兵装                              | 搭載機       | 進水  | 備考   |
| ---- | ---- | ---------------------------- | -------------------------------------------- | ------ | ---- | --------------------------------- | ------------ | ----- | ------ |
| 海巡 | 1    | 01                           |                                              | 5418   | 20   | なし                              | 1            | 2012  | [ 14 ] |
| 海巡 | 1    | 11                           |                                              | 3249   | 22   | なし                              | 1            | 2009  | [ 15 ] |
| 海巡 | 1    | 21                           |                                              | 1583   | 22   | なし                              | 1            | 2012  |        |
| 海巡 | 1    | 31                           |                                              | 3000   | 22   | なし                              | 1            | 2005  |        |
| 海監 | 2    | 50,83                        | (ヘリ1機搭載型)                              | 3980   | 18   | なし                              | 1            | 2005  |        |
| 海監 | 3    | 110,137,167                  | 旧海軍 拖中級航洋曳船                        | 3600   | 20   | なし                              | 0            | 1970s |        |
| 海監 | 1    | 52                           | 旧中国科学院調査船「実践」                   | 3160   | n/a  | なし                              | 0            | 1967  |        |
| 海監 | 3    | 51,15,84                     | 1500トン型                                   | 1740   | 18   | なし                              | 0            | 2010  |        |
| 海監 | 3    | 28,81,169                    | 旧海軍 645型海洋調査船                       | 4435   | 18.2 | なし                              | 0            | 1981  |        |
| 海監 | 4    | 23,26,66,75                  | 1000トンII型                                 | 1125   | 20   | なし                              | 0            | 2010  |        |
| 海監 | 4    | 46,17,71,27                  | 1000トンI型                                  | 1150   | 15   | なし                              | 0            | 2005  |        |
| 海監 | 4    | 18,49,72,74                  | 1000トン型                                   | 996    | 15.5 | なし                              | 0            | 1990s |        |
| 海監 | 1    | 111                          | 旧海軍 塩冰級情報収集艦                      | 5000   | 16   | なし                              | 0            | 1981  |        |
| 海監 | 1    | 40                           | 旧海軍 調査船「向陽紅01号」                  | 1120   | 15   | なし                              | 0            | 1970  |        |
| 海監 | 1    | 168                          | 旧海軍 625C型測量船                          | 3324   | 19   | なし                              | 0            | 1981  |        |
| 海監 | 1    | 22                           | 旧海軍 614-III型調査船                       | 1170   | 18   | なし                              | 0            | 1973  |        |
| 海監 | 1    | 112                          | 旧海軍 918型機雷敷設艦                       | 2300   | 18.5 | なし                              | 0            | 1988  |        |
| 海警 | 1    | 1001                         | 718型巡視船                                  | 1617   | n/a  | 37mm機関砲×1門                    | ヘリ甲板のみ | 2006  |        |
| 海警 | 2    | 1002,1003                    | 旧海軍 053H型フリゲート (728型巡視船)        | 1662   | 26   | 37mm機関砲×1門, 14.5mm機銃×2～4挺 | 0            | 1977  |        |
| 漁政 | 1    | 88                           | 旧海軍 撫仙湖級輸送艦 (福池型補給艦の派生型) | 15000  | n/a  | 37mm機関砲×4門, 14.5mm機銃×4挺    | 2            | 2007  |        |
| 漁政 | 1    | 206                          | 旧海軍 636型調査船                           | 5872   | 18   | なし                              | 0            | 1998  |        |
| 漁政 | 1    | 311                          | 旧海軍 922-II型潜水艦救難艦                  | 4450   | 20   | なし                              | 0            | 1973  |        |
| 漁政 | 1    | 310                          | 輸出用F22型フリゲートの派生型                | 2500   | 22   | 14.5mm機銃×4挺                    | 2            | 2010  |        |
| 漁政 | 7    | 116,118,201,202, 301,302,303 | 1000トン型                                   | 896    | 17   | 一部船は機銃装備                  | 0            | n/a   |        |